# Opuntia orbiculata
Opuntia orbiculata ist eine Pflanzenart in der Gattung der Opuntien (Opuntia) aus der Familie der Kakteengewächse (Cactaceae). Das Artepitheton orbiculata stammt aus dem Lateinischen, bedeutet ‚kreisförmig‘ und verweist auf Form der Triebabschnitte der Art.

## Beschreibung
Opuntia orbiculata wächst strauchig und bildet breite Gruppen mit Wuchshöhen von bis zu 1 Meter. Die grünen bis blaugrünen, kreisrunden bis verkehrt eiförmigen oder gelegentlich keilförmigen Triebabschnitte sind bis zu 15 Zentimeter lang und tragen pfriemliche Blattrudimente von 2 bis 3 Millimeter Länge. Die kleinen Areolen sind bewollte und manchmal mit einigen Haaren besetzt. Die bis zu sechs nadeligen, manchmal verdrehten, gelben bis rötlichen Dornen sind bis zu 4 Zentimeter lang.
Die gelben, rötlich überhauchten Blüten erreichen Durchmesser von bis zu 10 Zentimeter.

## Verbreitung und Systematik
Opuntia orbiculata ist im mexikanischen Bundesstaat Coahuila verbreitet.
Die Erstbeschreibung durch Ludwig Georg Karl Pfeiffer wurde 1837 veröffentlicht.

## Nachweise